# João Matias
João Carlos Araújo Matias (Barcelos, 26 de mayo de 1991) es un deportista portugués que compite en ciclismo en las modalidades de pista y ruta. Ganó una medalla de plata en el Campeonato Europeo de Ciclismo en Pista de 2021, en la prueba de eliminación.

## Medallero internacional
| Campeonato Europeo | Campeonato Europeo | Campeonato Europeo | Campeonato Europeo |
| Año                | Lugar              | Medalla            | Competición        |
| ------------------ | ------------------ | ------------------ | ------------------ |
| 2021               | Grenchen (Suiza)   | Medalla de plata   | Eliminación        |

## Palmarés
2018
- 1 etapa del Gran Premio Nacional 2 de Portugal

2022
- 2 etapas de la Vuelta a Portugal

2023
- 1 etapa de la Vuelta a Portugal